# Frank Williams (acteur)
Frank Williams (Edgware (Noord-Londen), 2 juli 1931 – 26 juni 2022) was een Engels acteur van Welshe komaf.

## Biografie
Williams studeerde aan het Ardingly College. Hij speelde in The Army Game, waarin hij de rol van kapitein Pocket vertolkte.
In Nederland is hij bekend geworden als de dominee, genaamd Timothy Farthing, in Dad's Army (in Nederland uitgezonden als Daar komen de schutters). In 1970 speelde hij mee in de comedyserie As Good Cooks Go, die overigens maar een kort leven beschoren was. In 1972, toen het succes van Daar komen de schutters zijn hoogtepunt bereikte, speelde hij mee in het Monty Python's Flying Circus, met onder meer John Cleese. Hij speelde eveneens geregeld mee als bisschop in de serie You Rang, M'Lord?.
Williams schreef ook een autobiografie, genaamd Vicar to Dad's Army - the Frank Williams story, die uitkwam in 2002. In 2016 speelde hij weer samen met Ian Lavender in de film Dad's Army.
Hij overleed op 90-jarige leeftijd.
- International Standard Name Identifier: 0000 0001 3355 3574
- Library of Congress Control Number: no2010051532
- MusicBrainz: a4628271-183f-4212-babb-5526a2fd6585
- Virtual International Authority File: 108115220
- WorldCat: E39PBJhMpymxgWwCpJcGyQp3wC